# Mezinárodní letiště Lan-čou Čung-čchuan
Mezinárodní letiště Lan-čou Čung-čchuan (čínsky v českém přepisu Lan-čou Čung-čchuan kuo-ťi ťi-čchang, pchin-jinem Lánzhōu Zhōngchuān Guójì Jīchǎng, znaky zjednodušené 兰州中川国际机场, tradiční 蘭州中川國際機場, IATA: LHW, ICAO: ZLLL) je mezinárodní letiště u Lan-čou, hlavního města provincie Kan-su v Čínské lidové republice. Leží ve vzdálenosti bezmála sedmdesáti kilometrů severně od centra Lan-čou.
Patří mezi letiště s rostoucím provozem. V rámci pořadí nejrušnějších letiště v ČLR podle počtu cestujících se v roce 2016 po letech strávených v čtvrté desítce dostalo na 28. místo.

## Dějiny
Letiště bylo původně vybudováno v letech 1968–1970. V letech 2011–2015 byl postaven terminál 2.

## Pozemní doprava
Od září 2015 je lančouské letiště napojeno na železniční síť nově postavenou vysokorychlostní tratí Lan-čou – Čung-čchuan. Ze stanice Čung-čchuan letiště trvá cesta na Lančouské západní nádraží zhruba čtyřicet minut.